# Comalestorres
Comalestorres és una coma al terme municipal de la Vall de Boí, a l'Alta Ribagorça, i dins Parc Nacional d'Aigüestortes i Estany de Sant Maurici. És a ponent de l'Embassament de Cavallers. El Massís de Comalestorres remunta des de l'extrem occidental de la presa direcció nord-oest, fins al Pic de Coma les Torres (2.811,9 m) i davalla després cap al Portell de Comaloforno (2,761 m). Poc després del coll, la carena que envolta la coma, vira cap a l'est, on es troba el Pas de l'Ós (2.488,7 m), davallant fins a la zona central de la riba dreta de l'embassament. En la seva zona central neix el Barranc de Comalestorres.